# ساختمان دماوندی
ساختمان دماوندی مربوط به دوره قاجار است و در بندرگز، خیابان کشتیرانی۲ واقع شده و این اثر در تاریخ ۱۱ مرداد ۱۳۸۴ با شمارهٔ ثبت ۱۲۵۶۱ به‌عنوان یکی از آثار ملی ایران به ثبت رسیده است.